# Fajoles
Fajoles is een gemeente in het Franse departement Lot (regio Occitanie) en telt 255 inwoners (2005). De plaats maakt deel uit van het arrondissement Gourdon.

## Geografie
De oppervlakte van Fajoles bedraagt 9,2 km², de bevolkingsdichtheid is 27,7 inwoners per km².
De onderstaande kaart toont de ligging van Fajoles met de belangrijkste infrastructuur en aangrenzende gemeenten.

## Demografie
Onderstaande figuur toont het verloop van het inwonertal (bron: INSEE-tellingen).